# Nuoto ai campionati europei di nuoto 2024 - 50 metri dorso femminili
La gara degli 50 metri dorso femminili dei campionati europei di nuoto 2024 si è svolta il 19 e il 20 giugno 2024 presso il Centro Sportivo Milan Gale Muškatirović di Belgrado.

## Podio
| Pos.    | Atleta          | Nazione |
| ------- | --------------- | ------- |
| Oro     | Danielle Hill   | Irlanda |
| Argento | Theodōra Drakou | Grecia  |
| Bronzo  | Adela Piskorska | Polonia |

## Record
Prima della manifestazione il record del mondo (RM) e il record dei campionati (RC) erano i seguenti.
|  | 26"86 | Kaylee McKeown  | 20 ottobre 2023 Budapest |
|  | 27"10 | Kira Toussaint  | 10 aprile 2021 Eindhoven |
|  | 27"19 | Kathleen Dawson | 18 maggio 2021 Budapest  |

Durante la competizione non sono stati migliorati record.

## Programma
| Data           | Ora   | Turno      |
| -------------- | ----- | ---------- |
| 19 giugno 2024 | 10:04 | Batterie   |
| 19 giugno 2024 | 19:27 | Semifinali |
| 20 giugno 2024 | 11:19 | Spareggio  |
| 20 giugno 2024 | 18:36 | Finale     |

## Risultati

### Batterie
| Pos. | Batteria | Corsia | Atleta                  | Nazionalità | Tempo       | Note |
| ---- | -------- | ------ | ----------------------- | ----------- | ----------- | ---- |
| 1    | 3        | 4      | Danielle Hill           | Irlanda     | 27"98       | Q    |
| 2    | 1        | 4      | Theodōra Drakou         | Grecia      | 28"11       | Q    |
| 3    | 2        | 4      | Adela Piskorska         | Polonia     | 28"16       | Q    |
| 4    | 3        | 3      | Fanny Teijonsalo        | Finlandia   | 28"35       | Q    |
| 5    | 3        | 5      | Lora Komoróczy          | Ungheria    | 28"47       | Q    |
| 6    | 1        | 3      | Nika Sharafutdinova     | Ucraina     | 28"65       | Q    |
| 7    | 1        | 5      | Paulina Peda            | Polonia     | 28"66       | Q    |
| 8    | 2        | 5      | Julie Kepp Jensen       | Danimarca   | 28"95       | Q    |
| 8    | 3        | 7      | Justine Murdock         | Lituania    | 28"95       | Q    |
| 10   | 2        | 3      | Barbora Janíčková       | Rep. Ceca   | 29"00       | Q    |
| 11   | 1        | 6      | Katarina Milutinović    | Serbia      | 29"05       | Q    |
| 12   | 2        | 2      | Katalin Burián          | Ungheria    | 29"13       | Q    |
| 13   | 3        | 0      | Tamara Potocká          | Slovacchia  | 29"16       | Q    |
| 14   | 3        | 6      | Nina Stanisavljević     | Serbia      | 29"17       | Q    |
| 15   | 2        | 6      | Mia Pentti              | Finlandia   | 29"29       | Q    |
| 16   | 2        | 7      | Lottie Cullen           | Irlanda     | 29"30       | Q    |
| 17   | 1        | 1      | Gabriela Georgieva      | Bulgaria    | 29"62       |      |
| 17   | 3        | 2      | Teresa Ivan             | Slovacchia  | 29"62       |      |
| 19   | 2        | 8      | Tom Mienis              | Israele     | 29"73       |      |
| 20   | 1        | 2      | Jana Marković           | Serbia      | 29"80       |      |
| 21   | 2        | 1      | Laura Bernat            | Polonia     | 29"90       |      |
| 22   | 1        | 7      | Mariangela Boitsuk      | Estonia     | 29"91       |      |
| 23   | 1        | 8      | Tatiana Salcuțan        | Moldavia    | 29"93       |      |
| 24   | 3        | 8      | Elisabeth Erlendsdóttir | Fær Øer     | 30"09       |      |
| 25   | 2        | 0      | Diana Musayelyan        | Armenia     | 31"87       |      |
| DNS  | 3        | 1      | Aviv Barzelay           | Israele     | Non partita |      |

### Semifinali
| Pos. | Batteria | Corsia | Atleta               | Nazionalità | Tempo | Note |
| ---- | -------- | ------ | -------------------- | ----------- | ----- | ---- |
| 1    | 2        | 5      | Danielle Hill        | Irlanda     | 27"67 | Q    |
| 2    | 2        | 4      | Theodōra Drakou      | Grecia      | 27"99 | Q    |
| 3    | 1        | 5      | Fanny Teijonsalo     | Finlandia   | 28"08 | Q    |
| 4    | 1        | 2      | Adela Piskorska      | Polonia     | 28"16 | Q    |
| 5    | 2        | 3      | Julie Kepp Jensen    | Danimarca   | 28"19 | Q    |
| 6    | 1        | 4      | Lora Komoróczy       | Ungheria    | 28"30 | Q    |
| 7    | 2        | 2      | Nika Sharafutdinova  | Ucraina     | 28"64 | Q    |
| 8    | 1        | 3      | Paulina Peda         | Polonia     | 28"65 | Q WD |
| 9    | 2        | 6      | Justine Murdock      | Lituania    | 28"75 | SO   |
| 9    | 1        | 6      | Katarina Milutinović | Serbia      | 28"75 | SO   |
| 11   | 2        | 7      | Katalin Burián       | Ungheria    | 28"91 |      |
| 12   | 2        | 1      | Barbora Janíčková    | Rep. Ceca   | 28"96 |      |
| 13   | 1        | 8      | Lottie Cullen        | Irlanda     | 28"97 |      |
| 14   | 2        | 8      | Nina Stanisavljević  | Serbia      | 29"20 |      |
| 15   | 1        | 7      | Mia Pentti           | Finlandia   | 29"26 |      |
| 16   | 1        | 1      | Tamara Potocká       | Slovacchia  | 29"43 |      |

### Spareggio
| Pos. | Corsia | Atleta               | Nazionalità | Tempo | Note |
| ---- | ------ | -------------------- | ----------- | ----- | ---- |
| 1    | 4      | Justine Murdock      | Lituania    | 28"94 | Q    |
| 2    | 5      | Katarina Milutinović | Serbia      | 29"06 | Q    |

### Finale
| Pos.    | Corsia | Atleta              | Nazionalità | Tempo | Note |
| ------- | ------ | ------------------- | ----------- | ----- | ---- |
| Oro     | 4      | Danielle Hill       | Irlanda     | 27"73 |      |
| Argento | 5      | Theodōra Drakou     | Grecia      | 27"87 |      |
| Bronzo  | 6      | Adela Piskorska     | Polonia     | 28"00 |      |
| 4       | 7      | Lora Komoróczy      | Ungheria    | 28"02 |      |
| 5       | 2      | Julie Kepp Jensen   | Danimarca   | 28"34 |      |
| 6       | 3      | Fanny Teijonsalo    | Finlandia   | 28"36 |      |
| 7       | 1      | Nika Sharafutdinova | Ucraina     | 28"82 |      |
| 8       | 8      | Justine Murdock     | Lituania    | 28"86 |      |